# Juan Antonio Ribera

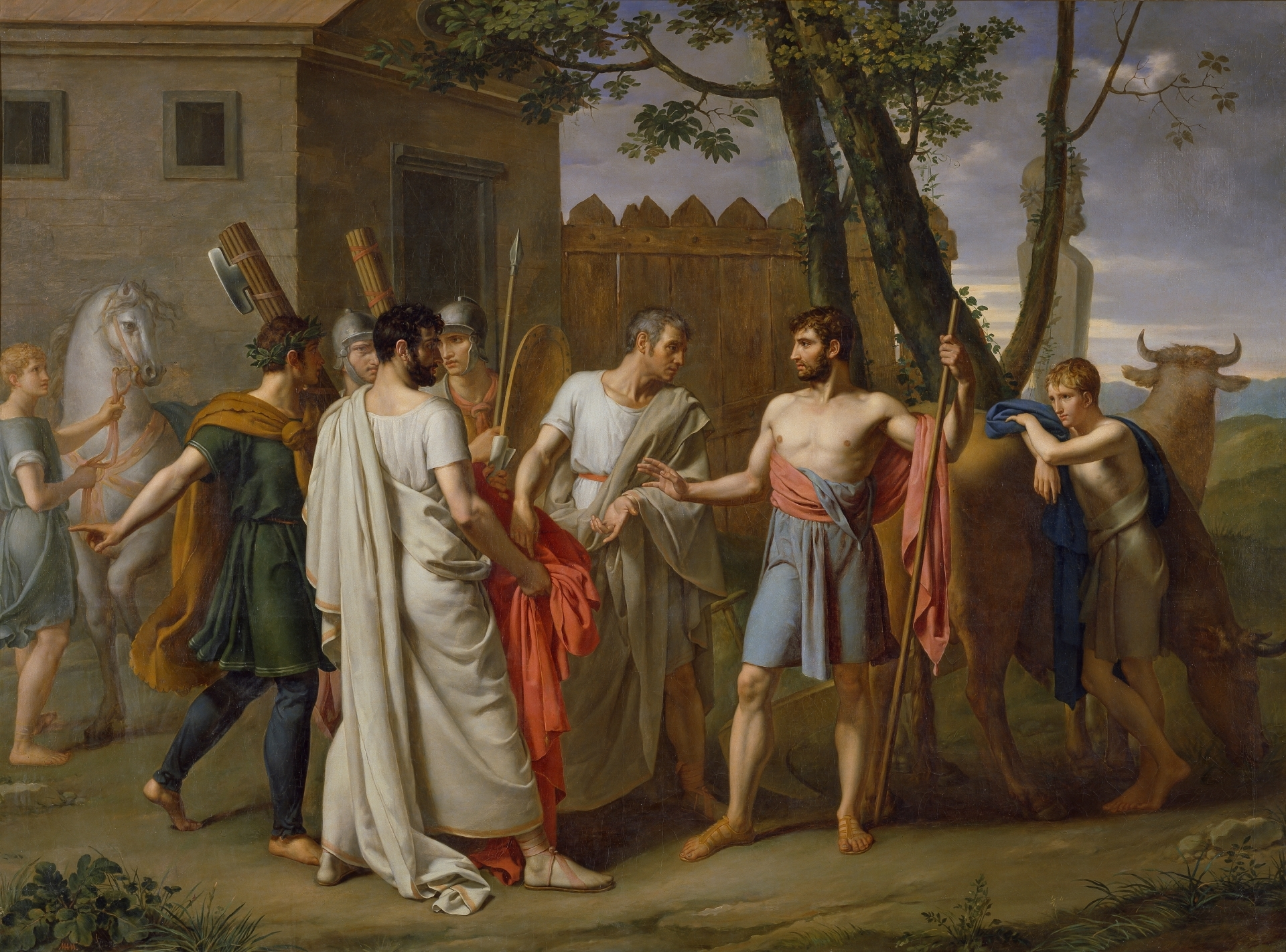
Cincinato abandona el arado para dictar leyes a Roma, 1806

Juan Antonio Ribera Fernández de Velasco (ur. 27 maja 1779 w Madrycie; zm. 15 czerwca 1860 tamże) – hiszpański malarz, w latach 1857–60 był dyrektorem Muzeum Prado.
Studiował na Królewskiej Akademii Sztuk Pięknych św. Ferdynanda w Madrycie. Był uczniem José Piquera i Francisca Bayeu, prawdopodobnie znał również Goyę. W 1802 r. wziął udział w konkursie organizowanym przez akademię i otrzymał nagrodę za kopię obrazu Pasmo de Sicilia Rafaela oraz stypendium na studia w Paryżu. W Paryżu uczył się w pracowni malarza Jacques-Louis Davida, gdzie namalował swój najważniejszy obraz Cincinato abandona el arado para dictar leyes a Roma.
W 1811 r. został mianowany nadwornym malarzem przebywającego na wygnaniu Karola IV. Towarzyszył królowi w Rzymie, gdzie został członkiem Akademii Świętego Łukasza. Kiedy w 1814 r. król Ferdynand VII wrócił do Hiszpanii potwierdził stanowisko Ribery jako nadwornego malarza. Ribera pozostał w Rzymie do 1818 r. malując takie dzieła jak Alegorías de las Estaciones i Cristo crucificado.
W 1820 r. Vicente López Portaña powierzył mu stanowisko zwierzchnika restauratorów nowo powstałego Muzeum Prado, którego później był dyrektorem. To wyróżnienie wywołało portest innych nadwornych malarzy; szczególnie niedoceniony poczuł się José Madrazo.
Jego syn Carlos Luis de Ribera y Fieve również został malarzem.

## Wybrane dzieła
- Cincinato abandona el arado para dictar leyes a Roma, 1806.
- Hércules luchando con Anteo
- Wamba renunciando a la corona, ok. 1819.
- Alegoría de la Primavera
- Alegoría del Otoño
- Alegoría del Verano
- Alegoría del Invierno